# Sibuluan Nalambok
Sibuluan Nalambok is een bestuurslaag in het regentschap Tapanuli Tengah van de provincie Noord-Sumatra, Indonesië. Sibuluan Nalambok telt 4478 inwoners (volkstelling 2010).